# De avonturen van Varkentje Rund
De avonturen van Varkentje Rund is een Nederlandse computeranimatieserie, gemaakt door Michiel Hoving en uitgezonden door de NTR vanaf 2005 als onderdeel van Het Klokhuis. Op 19 november 2019 werd de 200e aflevering uitgezonden. Hiermee is het de langstlopende tekenfilmserie gemaakt door één persoon ter wereld.

## Varkentje Rund
In 2005 vroeg Het Klokhuis Michiel Hoving om korte grappige animaties te maken met hetzelfde thema als de afleveringen van Het Klokhuis. Dit werd De avonturen van Varkentje Rund. Rund, de gelijknamige hoofdpersoon, is een antropomorf varken dat avonturen beleeft met zijn vriendin Greetje Grien, zijn vriend Leo de strontvlieg en zijn ooms Kees en Koos. Meestal begint de aflevering met een probleem, er wordt een oplossing geopperd en vervolgens loopt alles in de soep. In deze absurdistische tekenfilm zijn alle stemmen ingesproken door Michiel Hoving.

## Karakters
- Rund is onder de plak van zijn vriendin Greetje en bedenkt altijd oplossingen voor problemen op de boerderij van zijn ooms Kees en Koos.
- Greetje Grien is de vriendin van Rund, hoewel ze altijd erg gemeen doet tegen Rund en hem overal de schuld van geeft. Rund laat steeds alles over zich heen komen. Greetje is net als Rund een varken en heeft rijke ouders. Michiel Hoving heeft gezegd dat Greetje op zijn ex is gebaseerd.[3]
- Leo is een strontvlieg en de beste vriend van Rund. Hij weet telkens iets te verzinnen om de opdrachten uit te voeren die Greetje Rund opdraagt.
- Moeder van Rund en broertje Jopie.
- Kees en Koos zijn de ooms van Rund en wonen in een boerderij in het fictieve dorpje Flappersum in Groningen. Ze hebben vaak ruzie en financiële problemen omdat hun oogsten mislukken. Koos is conservatiever en meer op het boerenleven gesteld dan Kees. Koos is verliefd op Gerda, de postbode van Flappersum en eveneens een varken. In de special "first darts" wordt gesuggereerd dat Kees op mannen valt, hij date hierin met Leo de strontvlieg die op een operatie wacht waarbij zijn hele lichaam zal veranderen.
- Bram en Jebbe zijn de “verloren” broers van Kees en Koos. In aflevering “de drieling” werd bekend gemaakt dat Koos, Bram en Jebbe verstoppertje speelde, maar Bram en Jebbe in een doos verstopte, die daarna door Koos naar het eiland “Nokinoki” in de “Transatlantische Oceaan” verstuurd is. Bram en Jebbe wonen in Flappersum aan Zee op Nokinoki en bezitten daar een 4-sterren vakantiepark.

## Trivia
De avonturen van Varkentje Rund heeft in een aflevering kritiek gegeven op de NAM.
Vanaf 6 september 2018 worden er afleveringen naar het Duits vertaald. De tekenfilm heet in het Duits Die Abenteuer von Schweinchen Rind.